# Charles Homer Haskins
Charles Homer Haskins (Meadville, 21 dicembre 1870 – Cambridge, nel Massachusetts, 14 maggio 1937) è stato uno storico statunitense, specialista di storia medievale e consigliere del presidente statunitense Woodrow Wilson..
È considerato il primo storico del medioevo degli Stati Uniti, autore di studi fondamentali sulle istituzioni medievali, sulla nascita e la storia delle Università del Medio Evo, sul mondo normanno nella storia dell'Europa medievale, sul fenomeno di rinascita culturale medievale europea a cui egli diede il nome di rinascimento del XII secolo.

## Biografia
Haskins nacque a Meadville, nella Contea di Crawford, in Pennsylvania. Si rivelò presto un bambino prodigio, a suo agio fin da piccolo con le lingue classiche, greco e latino, insegnategli dal padre. Giovanissimo, si laureò alla Johns Hopkins University all'età di 16 anni, e successivamente studiò a Parigi e Berlino Conseguì il Ph.D. in storia presso la Johns Hopkins University presso cui iniziò a insegnare non ancora ventenne. Nel 1890 divenne instructor alla Università del Wisconsin, e nel giro di due anni fu professore ordinario, tenendo la cattedra di storia dell'Europa dal 1892 al 1902. Nel 1902 si trasferì alla Harvard University, dove insegnò fino al 1931.
Nel 1925 fu tra i fondatori della Medieval Academy of America, con sede a Cambridge, nel Massachusetts, di cui fu anche il secondo presidente.

### Impegno politico
Col tempo, Haskins si impegnò anche in politica e divenne uno stretto consigliere del presidente Woodrow Wilson, che aveva conosciuto alla Johns Hopkins. Quando il presidente Wilson, finita la Grande guerra, prese parte ai lavori alla Conferenza di pace di Parigi del 1919, da cui sarebbe scaturito il Trattato di Versailles, portò con sé solo tre consiglieri: tra essi vi era il medievista Haskins, a capo della sezione sull'Europa occidentale della commissione americana. Da tale esperienza trasse ispirazione per il libro Some problems of the peace conference, pubblicato nel 1920.

### Studi
Haskins è conosciuto per "i suoi studi critici sulle istituzioni normanne e sulla trasmissione del sapere greco-arabo in Occidente. Haskins fu in primo luogo uno storico delle istituzioni, come le forme di governo e le università medievali. Il suo lavoro riflette una visione ottimistica, impregnata essenzialmente di liberalismo ottocentesco, secondo cui il miglior destino per una società è la guida di un governo progressista, dotato delle migliori e più brillanti menti che una cultura può esprimere. Le sue storie delle istituzioni medievali europee pongono l'accento sull'efficienza e sui successi delle istituzioni burocratiche, che contengono implicite analogie con i moderni Stati-nazione.

#### Rinascimento del XII secolo
La sua opera più famosa è The Renaissance of the Twelfth Century, pubblicata nel 1927. La parola "Renaissance" (Rinascimento), anche per studiosi di inizio Novecento, voleva dire Rinascimento italiano del XV secolo, come definito nell'Ottocento dallo studioso svizzero Jacob Burckhardt. Haskins apri a una visione più ampia quando giunse ad affermare che:
La nuova acquisizione teorica, di un rinascimento che iniziava a farsi strada nell'Alto medioevo, a partire all'incirca dal 1070, incontrò le resistenze iniziali di molti studiosi. Il suo approccio era di più ampia portata di un semplice revival letterario. Come dichiarava in esordio nella sua prefazione, Haskins trovava che il XII secolo europeo:
Haskins si concentrò sull'alta cultura per dimostrare come il XII secolo fosse davvero un periodi di crescita dinamica. Guardò alla storia dell'arte e della scienza, alle università medievali, alla filosofia, all'architettura e alla letteratura e si produsse in una visione celebrativa dell'epoca. Studi più recenti hanno ampliato tale visione. Una volta rotto il ghiaccio, altri studiosi si dedicarono a una precedente e più limitata rinascita della cultura in alcuni circoli fioriti sotto la protezione di Carlo Magno: si iniziò così a parlare di una "Rinascita carolingia" del IX secolo. Nel 1960, Erwin Panofsky poté parlare di Renaissance and Renascences in Western Art.

#### Europa normanna
Di portata meno ampia furono gli studi di Haskins sui Normanni, come Norman Institutions (1918), che costituisce ancora oggi la base per comprendere il funzionamento della Normandia medievale, e il libro The Normans in European History, del 1915.

## Eredità
Il suo più famoso allievo fu Joseph Strayer, che fu a sua volta maestro di una vasta schiera di medievalisti americani attivi tra XX e XXI secolo.
Suo figlio, George Haskins, è stato professore alla University of Pennsylvania Law School.

## Onorificenze e cariche
La Haskins Society è una associazione scientifica così chiamata in suo onore, a cui si deve la pubblicazione di una rivista annuale, il cui titolo, Journal of the Haskins Society. Il suo undicesimo volume, edito nel 1998, riconsidera aspetti dell'opera principale di Haskins a settant'anni dalla pubblicazione.
Fu il secondo preseidente della Medieval Academy of America che aveva contribuito a fondare nel 1925. In suo onore, l'istituzione accademica conferisce ogni anno la Haskins Medal, un riconoscimento inteso a premiare l'autore di un libro che si sia distinto nel campo degli studi medievali.
Dal 1920 al 1926, fu anche il primo presidente dell'American Council of Learned Societies, che oggi ha una serie di lectio magistralis che portano il suo nome. Nel 1922 fu presidente della American Historical Association.

## Opere
- (EN) Charles Homer Haskins, The Rise of Universities, su archive.org, New York, Henry Holt and Company, 1923,  p. 23.

Tradotte in italiano
- La rinascita del dodicesimo secolo, traduzione di P. Marziale Bartole, Collezione di Testi e Studi, Bologna, Il Mulino, 1982, ISBN 978-88-15-22014-1.
- Il Rinascimento del XII secolo, traduzione di P. Marziale Bartole, Collana Le Navi, Roma, Castelvecchi, 2015, ISBN 978-88-6944-327-5.